# Milena Raičević
Milena Raičević (tidligere Knežević; født 12. marts 1990 i Podgorica, Montenegro) er en kvindelig montenegrinsk håndboldspiller som spiller playmaker for ŽRK Budućnost Podgorica og Montenegros kvindehåndboldlandshold. Hun var med på Montenegros landshold som vandt sølv ved Sommer-OL 2012i London og guld ved EM i håndbold 2012 i Serbien. Derudover har hun også vundet EHF Champions League med ŽRK Budućnost i 2011-12 og 2014-15.
Hun skiftede i sommeren 2021, efter 14 sæsoner i ŽRK Budućnost, til den tyrkiske topklub Kastamonu Belediyesi GSK.